# Петрова Слатина
45°25′ пн. ш. 18°38′ сх. д. / 45.42° пн. ш. 18.64° сх. д.
Петрова Слатина (хорв. Petrova Slatina) — населений пункт у Хорватії, в Осієцько-Баранській жупанії у складі громади Шодоловці.

## Населення
Населення за даними перепису 2011 року становило 209 осіб.
Динаміка чисельності населення поселення:

## Клімат
Середня річна температура становить 11,05 °C, середня максимальна – 25,41 °C, а середня мінімальна – -6,06 °C. Середня річна кількість опадів – 672 мм.
| Клімат поселення                              | Клімат поселення | Клімат поселення | Клімат поселення | Клімат поселення | Клімат поселення | Клімат поселення | Клімат поселення | Клімат поселення | Клімат поселення | Клімат поселення | Клімат поселення | Клімат поселення | Клімат поселення |
| Показник                                      | Січ.             | Лют.             | Бер.             | Квіт.            | Трав.            | Черв.            | Лип.             | Серп.            | Вер.             | Жовт.            | Лист.            | Груд.            |                  |
| Середній максимум, °C                         | 5,80             | 7,94             | 12,57            | 17,19            | 22,38            | 25,41            | 25,39            | 24,93            | 20,82            | 15,40            | 9,49             | 5,53             |                  |
| Середня температура, °C                       | −0,12            | 2,00             | 6,60             | 11,28            | 16,43            | 19,48            | 21,29            | 20,80            | 16,72            | 11,30            | 5,40             | 1,40             |                  |
| Середній мінімум, °C                          | −6,06            | −3,93            | 0,70             | 5,30             | 10,50            | 13,54            | 17,17            | 16,73            | 12,62            | 7,18             | 1,27             | −2,67            |                  |
| Норма опадів, мм                              | 44               | 39               | 42               | 52               | 61               | 84               | 65               | 62               | 51               | 57               | 63               | 52               |                  |
| Середньомісячна швидкість вітру, м/с          | 2.22             | 2.50             | 2.80             | 2.70             | 2.40             | 2.20             | 2.19             | 2.00             | 1.98             | 2.10             | 2.20             | 2.30             |                  |
| Середньомісячна сонячна радіація, кДж/м²·день | 4269             | 6943             | 10951            | 15540            | 19398            | 21593            | 22401            | 20430            | 15003            | 9482             | 4849             | 3558             |                  |
| --------------------------------------------- | ---------------- | ---------------- | ---------------- | ---------------- | ---------------- | ---------------- | ---------------- | ---------------- | ---------------- | ---------------- | ---------------- | ---------------- | ---------------- |
| Джерело:                                      |                  |                  |                  |                  |                  |                  |                  |                  |                  |                  |                  |                  |                  |